# Default
För andra betydelser, se Default (olika betydelser).
Default är ett kanadensiskt post-grunge/alternativ rockband från Vancouver, British Columbia. Sedan bandet skapades 1999 har de släppt fyra album, och har sålt mer än en miljon inspelningar. Majoriteten av deras fan lever i Kanada, men de blev även populära i USA för deras hitlåtar "Wasting My Time" och "Deny". 

## Historia
Bandet upptäcktes av Chad Kroeger, Nickelbacks sångare, när deras demo fick hans uppmärksamhet. Kroeger lånade senare ut verktyg och stöd för att spela in deras första och andra album. Deras första album, The Fallout, fick omedelbar framgång för deras hittar "Wasting My Time" och "Deny". 2002 vann bandet Juno Award i kategorin "Bästa nya grupp". 30 april 2003 sålde deras inspelning platina, menande att de hade sålt en miljon skivor..
Deras påföljande album Elocation blev inte lika populärt i USA som det första, vilket det dock blev i Kanada. Från albumet var låten "(Taking My) Life Away" mest populärt, ofta spelat på radio och tv i Kanada. Deras andra singel från albumet var "Throw It All Away", efterföljt av "All She Wrote". Elocation var senare nominerat till "Årets bästa rockalbum" vid Juno Awards. Deras singel "Count On Me" från deras tredje album, One Thing Remains, var en hit på kanadensiska radiostationer redan innan albumet gavs ut. Även albumet fick framgång, i USA likaså.
Hitlåten "Deny" var med i tv-spelet och datorspelet NHL 2003 av EA Sports. Deras låt "The Memory Will Never Die" användes som en sekundär signaturmelodi för World Wrestling Entertainments WrestleMania 23. Låten "Blind" var med på samlingsalbumet Music from and Inspired by Spider-Man.

## Diskografi

### Album
| Datum | Titel             | Skivbolag |
| ----- | ----------------- | --------- |
| 2001  | The Fallout       | TVT       |
| 2003  | Elocation         | TVT       |
| 2005  | One Thing Remains | TVT       |
| 2009  | Comes and Goes    | EMI       |

### Singlar
| År   | Titel                          | Topposition på listor | Topposition på listor | Topposition på listor      | Topposition på listor | Album             |
| År   | Titel                          | Hot 100               | Alternative Songs     | Hot Mainstream Rock Tracks | Kanada Active Rock    | Album             |
| ---- | ------------------------------ | --------------------- | --------------------- | -------------------------- | --------------------- | ----------------- |
| 2002 | "Wasting My Time"              | #13                   | #3                    | #2                         | #1                    | The Fallout       |
| 2002 | "Deny"                         | -                     | #14                   | #7                         | -                     | The Fallout       |
| 2002 | "Live a Lie"                   | -                     | -                     | #31                        | -                     | The Fallout       |
| 2002 | "Sick and Tired"               | -                     | -                     | -                          | -                     | The Fallout       |
| 2003 | "(Taking My) Life Away"        | -                     | -                     | #25                        | -                     | Elocation         |
| 2004 | "Throw It All Away"            | -                     | -                     | #30                        | -                     | Elocation         |
| 2004 | "All She Wrote"                | -                     | -                     | -                          | -                     | Elocation         |
| 2005 | "Count on Me"                  | -                     | #39                   | #22                        | -                     | One Thing Remains |
| 2006 | "I Can't Win" (Canada release) | -                     | -                     | -                          | -                     | One Thing Remains |
| 2006 | "It Only Hurts" (U.S. release) | -                     | -                     | -                          | -                     | One Thing Remains |
| 2006 | "The Way We Were"              | -                     | -                     | -                          | -                     | One Thing Remains |
| 2009 | "All Over Me"                  | -                     | -                     | -                          | #13                   | Comes and Goes    |
| 2009 | "Little Too Late"              | -                     | -                     | -                          | -                     | Comes and Goes    |
| 2009 | "Turn It On"                   | -                     | -                     | -                          | #10                   | Comes and Goes    |

## Medlemmar
- Dallas Smith – sång, rytmgitarr
- Jeremy Hora – sologitarr
- Dave Benedict – basgitarr
- Danny Craig – trummor, percussion